# 1981-es Formula–1 kanadai nagydíj
A kanadai nagydíj volt az 1981-es Formula–1 világbajnokság tizennegyedik futama.

## Futam
| Helyezés | #  | Versenyző                    | Csapat/Motor    | Körök | Idő/Kiesés oka | Rajthely | Pontszám |
| -------- | -- | ---------------------------- | --------------- | ----- | -------------- | -------- | -------- |
| 1        | 26 | Jacques Laffite              | Ligier-Matra    | 63    | 2:01:25,20     | 10       | 9        |
| 2        | 7  | John Watson                  | McLaren-Ford    | 63    | + 6,23         | 9        | 6        |
| 3        | 27 | Gilles Villeneuve            | Ferrari         | 63    | + 1:50,27      | 11       | 4        |
| 4        | 23 | Bruno Giacomelli             | Alfa Romeo      | 62    | + 1 kör        | 15       | 3        |
| 5        | 5  | Nelson Piquet                | Brabham-Ford    | 62    | + 1 kör        | 1        | 2        |
| 6        | 11 | Elio de Angelis              | Lotus-Ford      | 62    | + 1 kör        | 7        | 1        |
| 7        | 22 | Mario Andretti               | Alfa Romeo      | 62    | + 1 kör        | 16       |          |
| 8        | 17 | Derek Daly                   | March-Ford      | 61    | + 2 kör        | 20       |          |
| 9        | 33 | Marc Surer                   | Theodore-Ford   | 61    | + 2 kör        | 19       |          |
| 10       | 2  | Carlos Reutemann             | Williams-Ford   | 60    | + 3 kör        | 2        |          |
| 11       | 4  | Michele Alboreto             | Tyrrell-Ford    | 59    | + 4 kör        | 22       |          |
| 12       | 3  | Eddie Cheever                | Tyrrell-Ford    | 56    | Motorhiba      | 14       |          |
| Kiesett  | 8  | Andrea de Cesaris            | McLaren-Ford    | 51    | Kicsúszás      | 13       |          |
| Kiesett  | 15 | Alain Prost                  | Renault         | 48    | Ütközés        | 4        |          |
| Kiesett  | 12 | Nigel Mansell                | Lotus-Ford      | 45    | Ütközés        | 5        |          |
| Kiesett  | 9  | Slim Borgudd                 | ATS-Ford        | 40    | Kicsúszás      | 21       |          |
| Kiesett  | 6  | Héctor Rebaque               | Brabham-Ford    | 35    | Kicsúszás      | 6        |          |
| Kiesett  | 32 | Jean-Pierre Jarier           | Osella-Ford     | 26    | Ütközés        | 23       |          |
| Kiesett  | 1  | Alan Jones                   | Williams-Ford   | 24    | Meghajtás      | 3        |          |
| Kiesett  | 28 | Didier Pironi                | Ferrari         | 24    | Gyújtás        | 12       |          |
| Kiesett  | 14 | Eliseo Salazar               | Ensign-Ford     | 8     | Kicsúszás      | 24       |          |
| Kiesett  | 25 | Patrick Tambay               | Ligier-Matra    | 6     | Kicsúszás      | 17       |          |
| Kiesett  | 29 | Riccardo Patrese             | Arrows-Ford     | 6     | Kicsúszás      | 18       |          |
| Kiesett  | 16 | René Arnoux                  | Renault         | 0     | Ütközés        | 8        |          |
| NK       | 20 | Keke Rosberg                 | Fittipaldi-Ford |       |                |          |          |
| NK       | 21 | Chico Serra                  | Fittipaldi-Ford |       |                |          |          |
| Nk       | 35 | Brian Henton                 | Toleman-Hart    |       |                |          |          |
| NK       | 30 | Jacques Villeneuve (idősebb) | Arrows-Ford     |       |                |          |          |
| NK       | 36 | Derek Warwick                | Toleman-Hart    |       |                |          |          |
| Nk       | 31 | Beppe Gabbiani               | Osella-Ford     |       |                |          |          |

## A világbajnokság élmezőnyének állása a verseny után
| H  | Versenyzők       | Pont | H  | Konstruktőrök | Pont |
| -- | ---------------- | ---- | -- | ------------- | ---- |
| 1. | Carlos Reutemann | 49   | 1. | Williams-Ford | 86   |
| 2. | Nelson Piquet    | 48   | 2. | Brabham-Ford  | 59   |
| 3. | Jacques Laffite  | 43   | 3. | Renault       | 48   |
| 4. | Alan Jones       | 37   | 4. | Ligier-Matra  | 43   |
| 5. | Alain Prost      | 37   | 5. | Ferrari       | 34   |
| 6. | John Watson      | 27   | 6. | McLaren-Ford  | 28   |

## Statisztikák
Vezető helyen:
- Alan Jones: 6 (1-6)
- Alain Prost: 6 (7-12)
- Jacques Laffite: 51 (13-63)

Jacques Laffite 6. győzelme, Nelson Piquet 6. pole-pozíciója, John Watson 3. leggyorsabb köre.
- Ligier 8. győzelme.